# اسپرس کهرودی
اسپرس کهرودی، اسپرس اصفهانی پربرگ (نام علمی: Onobrychis psoraleifolia var. pleiophylla) نام یک نوع گیاه از سرده اسپرس است.